# Selección de baloncesto de Checoslovaquia
La selección de baloncesto de Checoslovaquia fue el equipo formado por jugadores de nacionalidad checoslovaca que representaba a la Federación Checoslovaca de Baloncesto en las competiciones internacionales organizadas por la Federación Internacional de Baloncesto (FIBA) o el Comité Olímpico Internacional (COI): los Juegos Olímpicos, la Copa Mundial de Baloncesto y el EuroBasket.
Después de la disolución de Checoslovaquia en 1993, la República Checa y Eslovaquia crearon sus propios equipos nacionales. Ambos equipos son reconocidos como sucesores de la selección checoslovaca.

## Historia

### EuroBasket 1935
El equipo checoslovaco quedó tercero en el primer campeonato europeo de baloncesto, el EuroBasket de 1935, organizado por la federación continental FIBA Europa de la Federación Internacional de Baloncesto. Derrotaron a Francia en la ronda preliminar para avanzar a las semifinales. Allí perdieron ante España, lo que resultó en un desempate por el tercer puesto con Suiza que los checoslovacos ganaron 25-23.

### EuroBasket 1937
En el EuroBasket de 1937, los checoslovacos terminaron séptimos de ocho equipos. Su grupo preliminar incluía a los poderosos equipos de Francia, Polonia y Letonia, cada uno de los cuales derrotó a Checoslovaquia en la ronda preliminar. Luego, los checoslovacos se enfrentaron a Estonia en las semifinales de clasificación y volvieron a perder. Su último partido fue contra Egipto en el desempate 7º/8º; Dado que Egipto se había retirado durante el juego preliminar, Checoslovaquia obtuvo su única victoria por defecto.

### EuroBasket 1946
Checoslovaquia volvió a la competición europea con el EuroBasket de 1946. Comenzaron bien en un torneo en el que carecieron notablemente los países bálticos que habían dominado las competiciones de antes de la guerra. Al derrotar a Suiza y luego a Bélgica, la selección checoslovaca quedó primera en el grupo de tres de la ronda preliminar. Pasaron a la ronda semifinal, enfrentándose a los húngaros. Una victoria por 42-28 aseguró un lugar en el partido de campeonato para Checoslovaquia. En ese partido se enfrentaron a la invicta Italia. Después de entrenar 18-21 en el entretiempo, Checoslovaquia remontó y ganó el partido 34-32 para ganar su primer campeonato europeo.

### EuroBasket 1947
Checoslovaquia, campeona defensora y anfitriona del torneo, comenzó bien nuevamente en el EuroBasket 1947, ganando sus tres partidos de la ronda preliminar y luego los tres partidos de la ronda semifinal. Esto los colocó en su primer partido contra la Unión Soviética en el partido de campeonato. En el primero de cinco partidos de campeonato entre los titanes europeos, Checoslovaquia perdió 56-37 para terminar con una medalla de plata.

### EuroBasket 1951
Checoslovaquia no compitió en el EuroBasket 1949 en El Cairo, regresando al campeonato europeo en el EuroBasket 1951 en París. Pasaron algunas dificultades en el torneo, perdiendo ante Bélgica en la ronda preliminar para terminar la ronda 2-1 y en segundo lugar de los cuatro equipos del grupo. Sin embargo, esto fue suficiente para avanzar a la ronda semifinal. Allí, se enfrentaron a la dominante Unión Soviética, perdieron su segundo juego del torneo y nuevamente terminaron segundos de cuatro en el grupo con un récord de 2-1. Esto los puso en un partido contra el equipo primero clasificado del grupo opuesto, la anfitriona Francia. Checoslovaquia ganó 59-50 y avanzó a la final, una revancha contra los soviéticos.
En lo que fue, con mucho, el partido más reñido que los soviéticos habían soportado hasta el momento en el juego europeo, Checoslovaquia logró llevar el juego a un empate 44-44 con 1 segundo por jugar antes de cometer una falta a Ilmar Kullam y enviarlo a la línea de tiros libres para intentar un tiro libre. Kullam realizó el disparo, pero uno de los árbitros dio una señal inicial de que había pisado la línea durante el intento y que por tanto el disparo no contaba. La consulta con otro árbitro finalmente resultó en que se concediera el punto y Checoslovaquia perdió su segundo partido de campeonato ante la Unión Soviética 45-44.

### EuroBasket 1953
Después de ubicarse entre los dos primeros en cada una de sus últimas tres apariciones, el cuarto puesto que obtuvo Checoslovaquia en el EuroBasket 1953 en Moscú fue algo decepcionante. Sin embargo, la diferencia entre el segundo y el quinto lugar en 1953 fue un desempate entre cuatro, en el que el equipo de Checoslovaquia obtuvo el tercer lugar para el cuarto puesto en la general.
La ronda preliminar no presentó muchas dificultades y Checoslovaquia ganó los tres partidos. En la ronda final, sin embargo, Checoslovaquia perdió partidos reñidos ante Israel y Yugoslavia, así como contra el equipo soviético, en su camino hacia un récord de 4-3 en la ronda final. Esto puso a Checoslovaquia en pie de igualdad con Hungría, Francia e Italia en un empate por el segundo lugar detrás de los soviéticos. A pesar de que Checoslovaquia venció a Hungría y Francia, ambos equipos superaron a Checoslovaquia en la clasificación final, mientras que Israel cayó al quinto lugar.

### EuroBasket 1955
En Budapest, para el EuroBasket de 1955, el equipo de Checoslovaquia se encontró matando gigantes pero cayendo ante oponentes menos alardeados. Tuvieron pocas dificultades en la ronda preliminar, terminando 3-0 para avanzar al grupo final. Allí, Checoslovaquia derrotó a la poderosa Hungría, en la única derrota de Hungría en la ronda final en su camino hacia la medalla de oro, pero también le dio a Yugoslavia la única victoria que el equipo yugoslavo obtendría en la ronda final cuando Checoslovaquia cayó 52-49 hasta el eventual octavo puesto. Una derrota en tercera ronda ante Polonia hizo que el round robin pareciera sombrío para el equipo checoslovaco, ya que ya estaban abajo a 1-2 y aún tenían que enfrentarse a la Unión Soviética, que aún no había perdido un juego en 4 torneos y 31 partidos.
Sin embargo, Checoslovaquia derrotó a los soviéticos 81–74 en un partido sorprendente. Luego ganaron sus siguientes tres juegos, terminando en segundo lugar con la medalla de plata y un 5-2, superando a los soviéticos que también estaban 5-2 después de perder ante Hungría en su sexto partido. Checoslovaquia logró derrotar tanto a los medallistas de oro como a los medallistas de bronce, mientras tanto perdió ante los equipos que terminaron quinto y octavo.

### EuroBasket 1957
Sofía fue la sede del siguiente torneo europeo de Checoslovaquia, el EuroBasket 1957. Tuvieron pocas dificultades en la ronda preliminar, ganando cada uno de sus tres partidos por 18 puntos o más. En la ronda final, Checoslovaquia se enfrentó a Bulgaria y la Unión Soviética en el segundo y tercer partido del round robin de 7 juegos, perdiendo esos dos para caer a un récord inicial de 1-2. Sin embargo, ninguno de los otros equipos en la ronda final pudo igualar al equipo de Checoslovaquia, y el equipo terminó con 5-2 y una medalla de bronce detrás de los búlgaros y los soviéticos. El jugador checoslovaco Jiří Baumruk fue nombrado MVP.

## Historial

### Copa Mundial
Resultado General: 21.º puesto
| Copa Mundial de Baloncesto |
| --- |
| - 1950: No calificó - 1954: No calificó - 1959: No calificó - 1963: No calificó - 1967: No calificó - 1970: 6° Lugar - 1974: 10° Lugar - 1978: 9° Lugar - 1982: 10° Lugar - 1986: No calificó - 1990: No calificó - 1994: No calificó - 1998: No calificó - 2002: No calificó - 2006: No calificó - 2010: No calificó - 2014: No calificó - 2019: No calificó - 2023: No calificó - 2027: TBD |

### Juegos Olímpicos
| Baloncesto en los Juegos Olímpicos |
| --- |
| - Berlín 1936: 9° Lugar - Londres 1948: 7° Lugar - Helsinki 1952: 9° Lugar - Melbourne 1956: No calificó - Roma 1960: 5° Lugar - Tokio 1964: No calificó - México 1968: No calificó - Múnich 1972: 8° Lugar - Montreal 1976: 6° Lugar - Moscú 1980: 9° Lugar - Los Ángeles 1984: No calificó - Seúl 1988: No calificó - Barcelona 1992: No calificó - Atlanta 1996: No calificó - Sídney 2000: No calificó - Atenas 2004: No calificó - Pekín 2008: No calificó - Londres 2012: No calificó - Río 2016: No calificó - Tokio 2020: No calificó - París 2024: No calificó |

### EuroBasket
| EuroBasket |
| --- |
| - 1935: - 1937: 7° Lugar - 1939: No participó - 1946: - 1947: - 1949: No participó - 1951: - 1953: 4° Lugar - 1955: - 1957: - 1959: - 1961: 5° Lugar - 1963: 10° Lugar - 1965: 7° Lugar - 1967: - 1969: - 1971: 5° Lugar - 1973: 4° Lugar - 1975: 6° Lugar - 1977: - 1979: 4° Lugar - 1981: - 1983: 10° Lugar - 1985: - 1987: 8° Lugar - 1989: No participó - 1991: 6° Lugar - 1993: No participó - 1995: No participó - 1997: No participó - 1999: No participó - 2001: No participó - 2003: No participó - 2005: No participó - 2007: No participó - 2009: No participó - 2011: No participó - 2013: No participó - 2015: No participó - 2017: No participó - 2022: No participó - 2025: TBD |

## Palmarés
- EuroBasket:
  -   Campeón (1): 1946
  -  Subcampeón (6): 1947, 1951, 1955, 1959, 1967, 1985
  -  Tercer lugar (5): 1935, 1957, 1969, 1977, 1981